# Primera història d'Esther
Primera història d'Esther és una obra de teatre que Salvador Espriu i Castelló va concebre el 1948. La peça fou representada en públic per primera vegada el 1957 al Palau de la Música Catalana, sota la direcció de Jordi Sarsanedas.
L'obra és una expressió desesperada per crear un testimoni d'una llengua viva i rica, per això va omplir el text de mots de variants i nivells de la llengua catalana i fins de paraules del caló, la parla gitana. Com diu el comentarista Arnau Pons, a "Primera història d'Esther", Espriu treu els titelles hebreus per tal de representar la situació de gravetat de Catalunya després de 1939. La compara amb la del poble jueu després de ser deportat de l'esclavatge de Babilònia. La reina Esther, segons la Bíblia, va salvar el poble jueu que vivia escampat dins el regnat d'Assuerus, rei de la Mèdia i la Pèrsia, l'actual Iran. Espriu, en la seva justificació, dona un manament vers la llengua catalana, la deixa "al fibló de cada consciència" i allibera de "la presó del bon gust" cada paraula i cada forma. Vol dir, doncs, que no hem de censurar cap forma d'expressió.
Primera història d'Esther, en general segueix el text bíblic, però amb matisos esperpèntics. Presenta una doble acció, una de real al jardí de Sinera (Arenys), lloc on es fa la representació, i l'altra de fictícia a Susa, centre de l'antiga Pèrsia. El personatge de l'Altíssim és un cec que fa el paper de romancer, coneix els vilatans i en parla, i enllaça les dues històries. El rei Assuerus repudia, per desobedient, la seva reina Vasthi, i els consellers li diuen que ha de convocar pretendentes al tron, perquè cal que es busqui reina. Mardoqueu és la figura de jueu gran, que observa de prop els moviments de palau, ja que es fa amic de Secundina, la portera. Sap que el seu poble té molts enemics, un de molt important és Aman, el primer ministre, i se li acut fer presentar a la convocatòria la seva protegida Esther, que de molt petita no tenia pares. Li canvia el nom d'Hadassa pel d'Esther, paraula que en hebreu vol dir "amagar"; no vol que se sàpiga que és jueva. Ella és molt bonica i Assuerus la pren per esposa. Mardoqueu, que sempre està al corrent de les enraonies cortesanes, sap que s'ordeix un pla per assassinar el rei i ho denuncia, de manera que Assuerus li ha d'estar en deute. Quan Aman fa veure al rei que les comunitats jueves el perjudiquen i s'han d'eliminar, és quan la reina Esther es juga la vida demanant la salvació del seu poble, i l'obté, i no sols això, sinó que el monarca mana anihilar els partidaris d'Aman i de l'extermini dels jueus.